# Petras Nevulis
Petras Nevulis (ur. 23 stycznia 1965 w Baroniškiai) – litewski agronom i polityk, poseł na Sejm Republiki Litewskiej.

## Życiorys
W 1983 ukończył Techniczne Zawodowe Gimnazjum Nr 5 w Poniewieżu na specjalizacji elektryka. W latach 2003–2008 studiował agronomię na Litewskiej Akademii Rolniczej (ob. Uniwersytet Aleksandrasa Stulginskisa).
W 1987 był elektrykiem. Następnie pracował w fabryce sera Raguv. W latach 1996–1998 był pracownikiem usług transportowych. Od 1998 do 2016 roku pracował na własnej farmie, a w latach 2000-2016 został prezesem zarządu spółdzielni rolniczej Šilauogė.
W 2016 przyjął propozycję kandydowania do Sejmu z ramienia Litewskiego Związku Rolników i Zielonych. W wyborach w 2016 uzyskał mandat posła na Sejm Republiki Litewskiej.